# Ruhu
Ruhu (kinesiska: 汝湖) är en köping i sydöstra Kina. Den ligger i stadsdistriktet Huicheng i staden Huizhou i provinsen Guangdong, omkring 120 kilometer öster om provinshuvudstaden Guangzhou. Antalet invånare är 45 990. Befolkningen består av 22 084 kvinnor och 23 906 män. Barn under 15 år utgör 18,0 %, vuxna 15-64 år 72 %, och äldre över 65 år 8,0 %.